# Convexolaimus filicaudatus
Convexolaimus filicaudatus är en rundmaskart som beskrevs av Hans August Kreis 1928. Convexolaimus filicaudatus ingår i släktet Convexolaimus och familjen Oncholaimidae. Inga underarter finns listade i Catalogue of Life.